# Навакатікян Олександр Оганесович
Олександр Оганесович Навакатікян (вірм. Ալեքսանդր Հովհաննեսի Նավակատիկյան; 1925-2006) - радянський учений і педагог у галузі гігієни, доктор медичних наук, професор, член-кореспондент АМН СРСР (1988), дійсний член НАН України (1992) та НАМН України (1993). Заслужений діяч науки та техніки Української РСР (1985).

## Біографія
Народився 29 квітня 1925 року у Єревані.
З 1943 по 1948 навчався в Північно-Осетинському державному медичному інституті, з 1948 по 1951 навчалася в аспірантурі цього інституту.
З 1960 по 1968 рік на науковій роботі в Донецькому НДІ гігієни праці на посаді заступника директора з наукової роботи, одночасно з 1965 року, окрім наукової, займався і педагогічною роботою в Донецькому державному університеті, був організатором і першим завідувачем кафедри фізіології людини і тварин.
З 1968 по 2002 рік на науковій роботі в Інституті медицини праці імені Ю. І. Кундієва НАМН України на посадах: з 1968 по 1996 рік - заступник директора по науці цього інституту і одночасно завідувач відділом фізіології праці.

### Науково-педагогічна діяльність
Основна науково-педагогічна діяльність А. О. Навакатікяна була пов'язана з питаннями у галузі теоретичних та практичних питань фізіології, гігієни та медицини праці. Основні його наукові дослідження були присвячені механізмам розвитку, діагностики та профілактики передпатології, патології та стресу, що розвивалися в ході факторів середовища та трудової діяльності. З 2002 року був членом Правління Українського наукового товариства гігієністів та фізіологів.
У 1952 році захистив кандидатську дисертацію за темою: «Вплив адреналіну і симпатичної нервової системи на функціональний стан барорецепторів аортальної і синокаротидної рефлектогенних зон», в 1962 році захистив дисертацію на здобуття наукового ступеня доктор медичних наук за темою «Функціональний стан дихальної системи при пневмоконіозах і хронічних бронхітах пилової етіології і роль нервових механізмів у його змінах», в 1965 році йому присвоєно вчений ступінь професора. У 1988 році  обраний член-кореспондентом АМН СРСР. У 1992 році обраний дійсним членом НАН України, а в 1993 році — дійсним членом НАМН України по відділенню Патологічна фізіологія. Під керівництвом А.О. Навакатікяна написано близько трьохсот сорока наукових робіт, у тому числі шість монографій і дванадцять підручників для вищих закладів. Їм було підготовлено дев'ять докторів і сорок сім кандидатів наук.
Помер 3 листопада 2006 року в Києві.

## Нагороди та звання
- Орден «Знак Пошани»
- Заслужений діяч науки і техніки Української РСР